# Alseodaphne rugosa
Alseodaphne rugosa är en lagerväxtart som beskrevs av Merr. & Chun. Alseodaphne rugosa ingår i släktet Alseodaphne och familjen lagerväxter. Inga underarter finns listade i Catalogue of Life.